# Aralt mac Sitric
Aralt mac Sitric (880 - 940) (nórdico antiguo: Haraldr Sigtryggrsson), fue un caudillo hiberno-nórdico, rey vikingo de Limerick, desde 896 y probablemente también de las Hébridas. Llegó al poder de Limerick impuesto por su primo Olaf Cuaran en 937 tras una batalla naval en Lough Ree, tras derrotar a los vikingos de aquel reino que amenazaban los intereses del reino de Dublín.
Posiblemente era uno de los hijos de Sitric Cáech, o Sigtrygg Ivarsson dos de los grandes reyes de la dinastía Uí Ímair, descendientes de Ímar (m. 873), a veces identificado como Ivar el Deshuesado.
Era padre de los vikingos Maccus y Gofraid que llegarían a gobernar Mann junto a un tal Eirík (posiblemente Eirík Hacha Sangrienta).
Los anales de los cuatro maestros mencionan la muerte de Aralt en el campo de batalla de Connaught:
[938] Aralt nieto de Imhar, hijo de Sitric, señor de los extranjeros de Luimneach fue muerto en Connaught por Caenraighi de Aidhne.
Cita que también confirma los anales de Inisfallen:
[940] Aralt nieto de Ímar [murió] en manos de los Connachta.